# Hiro Ohashi
Hiro Ohashi ( 1882 - 1973 ) fue un botánico japonés. Fue destacado miembro de la Facultad Imperial de Ciencias de Kioto. Fue decano de la Universidad de Mujeres de Japón, que fue fundada en 1906, la universidad más antigua de las mujeres en Japón

## Algunas publicaciones

### Libros
- 1926. A cytological study of Oedogonium. Ed. University of Chicago. 70 pp.

## Honores
En su honor se nombran las siguientes especies:
- (Elaeagnaceae) Elaeagnus ohashii T.C.Huang -- Taiwania 47(3): 229 (2002). ; nom. illeg. (IK)

- La abreviatura «Ohashi» se emplea para indicar a Hiro Ohashi como autoridad en la descripción y clasificación científica de los vegetales.[2]